# فرودگاه هارنی سیویل

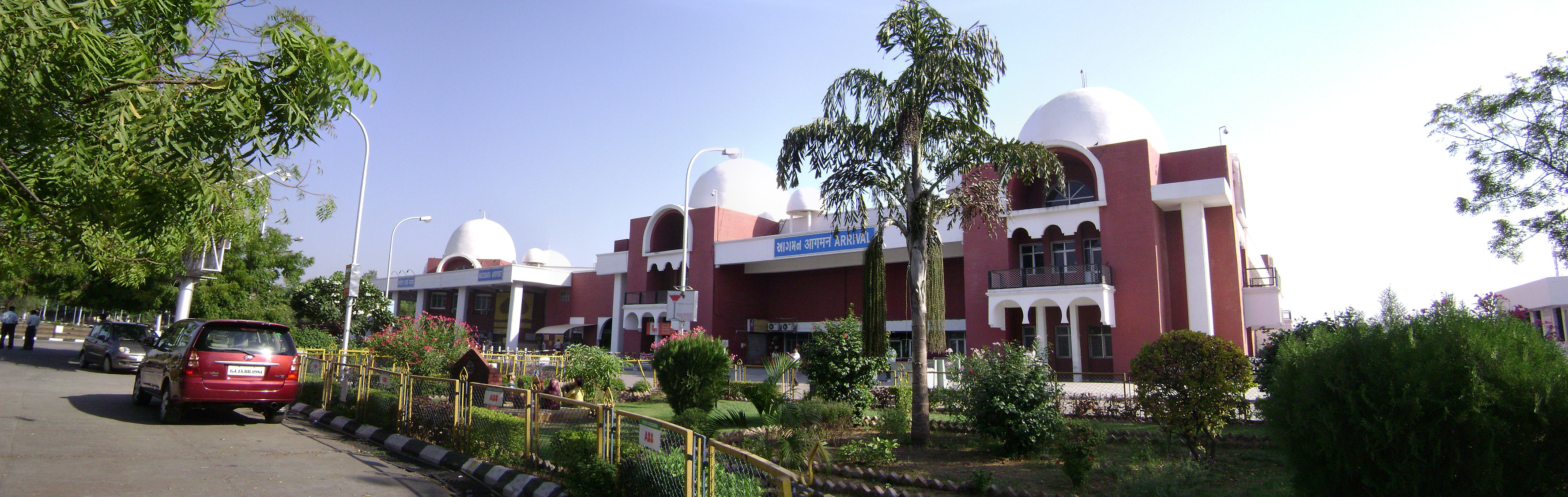
فرودگاه هارنی سیویل

فرودگاه هارنی سیویل (به انگلیسی: Civil Airport Harni) (به زبان بومی: Vadodara Airport) یک فرودگاه همگانی با کد یاتا BDQ است که یک باند فرود آسفالت دارد و طول باند آن ۲۴۶۹ متر است. این فرودگاه در شهر وادودارا کشور هند قرار دارد و در ارتفاع ۳۸٫۷ متری از سطح دریا واقع شده‌است.